# Eryngium
Eryngium Tourn. ex L., 1753 è un genere di piante spermatofite dicotiledoni appartenenti alla famiglia delle Apiacee, comunemente note come calcatreppole, dall'aspetto di piccole erbacee biennali o perenni, spinose e con fioriture ad ombrella (simili ai capolini dei cardi) molto appariscenti.

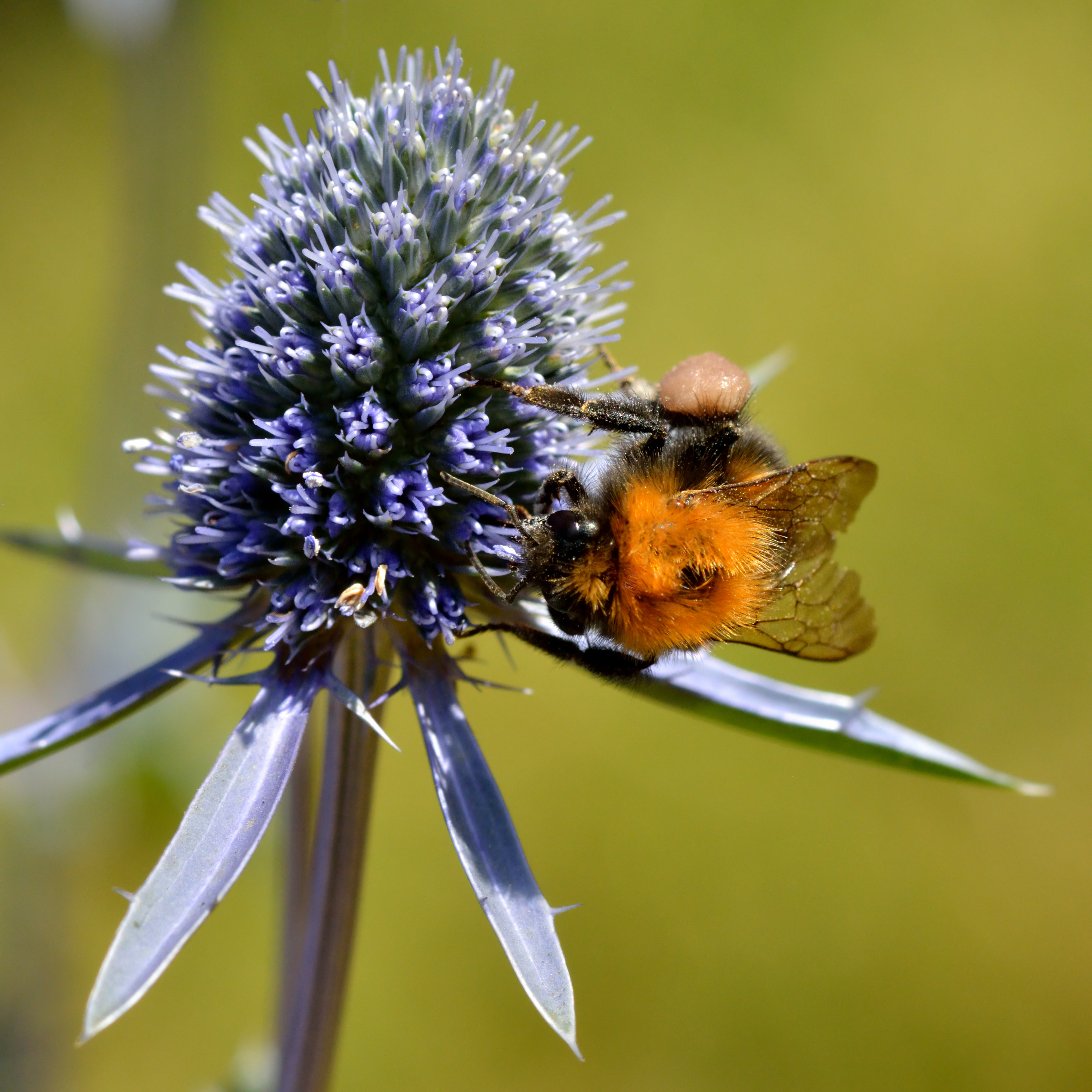

## Etimologia
Il nome del genere (“Eryngium”) fa probabilmente riferimento alla parola che ricorda il riccio: “erinaceus” (in particolare dal greco “erungion” = “eringio”); ma potrebbe anche derivare da “eruma” (= difesa), in riferimento alle foglie spinose delle piante di questo genere.

Un'altra fonte afferma che “Eryngium” deriva sempre dal greco, ma dalla parola “eryngion” che significa “ruttare”. È Dioscoride che c'informa che l'”Eryngium” fa "rendere tutte le ventosità".

In Francia il nostro genere viene chiamato “Panicauts”, i tedeschi lo chiamano “Mannertreu”, mentre gli inglesi lo chiamano “Eryngo” o “Sea-Holly” (agrifoglio di mare).

## Descrizione
La forma biologica prevalente nel nostro genere è emicriptofita scaposa (H scap): si tratta quindi di piante perennanti tramite gemme situate sul terreno e con asse fiorale più o meno privo di foglie. Sono comunque presenti altre forme biologiche come emicriptofita bienne (Eryngium barrelieri) oppure geofita rizomatosa (Eryngium maritimum).

L'aspetto delle pianta è verde-pallido con tonalità violacee, glauche o azzurrine secondo le specie. 

### Radici
Le radici sono in genere del tipo a fittone; in alcuni casi si riscontrano radici molto lunghe, anche diversi metri e di forte struttura.

### Fusto
Il portamento del fusto è eretto, ma in alcuni casi può essere prostrato. Anche la ramosità varia: poco ramosa o fortemente ramosa dicotomicamente o tricotomicamente (rami che si dividono in tre parti).

### Foglie
Le foglie sono rigide oppure coriacee. Possono essere indivise, oppure lobate o in generale pennatosette con nervature parallele o reticolate. I margini laminari sono spesso spinosi in modo caratteristico. Le foglie basali sono generalmente picciolate, mentre quelle cauline sono sessili o amplessicauli.

### Infiorescenza
L'infiorescenza si compone di piccoli e affollati fiori formanti dei capolini subsferici o cilindrici (di forma oblunga) con delle vistose e grandi brattee (chiamato involucro) alla base. Le brattee dell'involucro (a protezione dell'infiorescenza) possono essere sia intere che pennato–divise; mentre le bratteole dell'involucretto (a protezione del singolo fiore) sono più piccole e semplici.

### Fiori
I fiori normalmente non sono molto grandi (alcuni millimetri) e sono di colore bianco, verdognolo o azzurrino. Sono sessili o subsessili; sono inoltre ermafroditi, attinomorfi e pentameri.
- Calice: il calice (o calicetto) è molto ridotto ed ha comunque 5 dentelli; le divisioni dei calicetti dei vari fiori del capolino sono molto evidenti, rigide e spesso terminanti in una punta spinosa. La forma dei denti può essere ovale, lanceolata, acuta o ottusa.
- Corolla: i petali della corolla sono eretti con l'apice incurvato.
- Androceo: gli stami sono 5.
- Gineceo: gli stili (in numero di 2) sono sottili su un ovario infero  e biloculare  (a due carpelli).

### Frutti
Il frutto è un achenio generalmente di forma ovoidale leggermente appiattito lateralmente. La superficie può essere squamosa e ricoperta di tubercoli (ma anche di aculei),

## Distribuzione e habitat
Il genere è diffuso nelle regioni temperate e calde del globo. La concentrazione maggiore è in Europa e America del Nord. Altre zone di minore importanza sono in America del Sud, Africa orientale (poche presenze) e Australia orientale.
L'habitat per questo genere è molto vario, dal litorale marino a zone tipicamente montane e comunque sempre terreni piuttosto aridi (a parte alcune specie acquatiche).

## Tassonomia
Il genere comprende quasi 250 specie.
Da un punto di vista sistematico le specie del genere Eryngium sono divise in due gruppi:
- Primo gruppo: originario della regione mediterranea (dai Pirenei al Caucaso): le foglie radicali hanno sempre un lembo distinto dal picciolo ed hanno una lamina molto suddivisa; i fiori sono blu o azzurri.
- Secondo gruppo: originario del Nuovo Mondo dell'emisfero australe: le foglie non sono picciolate ed hanno in prevalenza una forma lineare con margini cigliati–spinosi; i fiori sono biancastri (a volte quasi verdastri) oppure purpurei–rossastri. Quest'ultimo gruppo viene spesso denominato “pandaniforme”.

### Alcune specie
Primo gruppo : Europeo–Caucasico
- Eryngium amethystinum L.– Calcatreppola ametistina: il fusto è glaucescente e screziato di violetto, mentre l'infiorescenza è a forma di stella (brattee lineari e spinose dell'involucro) con il capolino dal colore azzurro-violetto.
- Eryngium campestre L.– Bocca di ciuco: pianta erbacea perenne con radice principale molto lunga (fino a qualche metro). Questa pianta serve da alimento comune ai Calmucchi (popolazione della Federazione Russa di origine mongola).
- Eryngium alpinum L.– Regina delle Alpi: è forse la specie più bella di tutto il genere, ma a causa della sua indiscriminata raccolta è diventata rara. Il colore della pianta è verde, gaio; nelle parti alte si colora di un bel azzurro ametistino. I fiori (colorati di blu-cobalto) sono contornati da superbi involucri di brattee finemente acuminate.
- Eryngium maritimum L.– Calcatreppola marittima, Erba di San Pietro: in questa pianta il colore dominante è l'azzurro – glauco; le sue foglie sono inoltre venate di azzurro, mentre i capolini gremiti di piccoli fiori presentano delicate gradazioni di blu. È una pianta che vive sui litorali marini.

Secondo gruppo : pandaniforme
- Eryngium aquaticum L.- Specie originaria dell'America settentrionale con lunghi capolini cilindrici. Nella medicina popolare degli Americani questa pianta è molto usata per le sue proprietà emetiche (decotto delle radici bollite). In particolare alcune tribù di indiani del Texas e della Florida la usano contro i disturbi dei reni.
- Eryngium bromelifolium F. Delaroche - L'origine di questa specie è l'America centrale (Messico); il fusto è molto ramoso a carattere tetracotomico (suddivisione in quattro rami secondari) con capolini verdastri.
- Eryngium eburneum Decne. - Dell'America meridionale; i capolini hanno la forma di lunghe pannocchie cilindriche e sono di colore verdastro.
- Eryngium pandanifolium Cham. & Schltdl. - Dell'America meridionale (Brasile del sud verso l'Argentina); è una specie perenne con fusti molto alti (4 metri di altezza), mentre le foglie basali sono di forma lineare e molto lunghe anch'esse (larghezza : 2 – 7 cm; lunghezza 100 – 200 cm). Dalle foglie si ottiene una fibra abbastanza resistente, utilizzata per costruire cordami.
- Eryngium sanguisorba Cham. & Schltdl. - Dell'America meridionale; i capolini sono di colore porpora–rossastro.

### Specie spontanee della flora italiana
Per meglio comprendere ed individuare le varie specie del genere (solamente per le specie spontanee della nostra flora) l'elenco che segue utilizza il sistema delle chiavi analitiche.
- Gruppo 1A : l'involucro del capolino è composto da più di una decina di brattee;
  - Gruppo 2A : le brattee sono lunghe 1 – 2 cm, sono intere e con poche (1 – 2) spinule laterali; i capolini hanno un diametro inferiore al centimetro;

Eryngium barrelieri Boiss. (1844) – Calcatreppola di Barrelier: pianta bienne dalla forma biologica terofita scaposa non molto alta (10 - 30 cm); con foglie prevalentemente basali lineari–lanceolate irregolarmente dentate; è presente solamente nell'Italia del sud e isole ad altitudini medie.
- Gruppo 2B : le brattee sono lunghe dai 3 ai 9 cm; i lati delle brattee presentano molte lacinie spinose; i capolini hanno il diametro compreso tra 1,5 e 3 cm;

Eryngium alpinum L.- Calcatreppola alpina, Regina delle Alpi: le foglie basali hanno la lamina cuoriforme; il margine delle foglie è dentato–spinuloso; le brattee dell'involucro sono lunghe da 3 a 6 cm; vive a quote alte (1500 – 2000 m s.l.m.) solamente nelle Alpi Carniche, Cozie e Marittime.
Eryngium spinalba Vill. (1779) - Calcatreppola spina-argentata: le foglie basali sono profondamente divise; le brattee dell'involucro sono lunghe dai 6 ai 9 cm; la forma biologica è emicriptofita scaposa; vive dai 1200 ai 2000 m s.l.m. solamente nelle Alpi Marittime.
- Gruppo 1B : l'involucro del capolino è composto da poche brattee (3 – 5);
  - Gruppo 3A : le brattee dell'involucro sono abbastanza larghe (fino a 2 – 3 cm) e lunghe fino a 6 cm; il colore della pianta è grigio tendente al glauco;

Eryngium marittimum L.  (1753) - Calcatreppola marittima, Erba di San Pietro: la forma biologica è geofita rizomatosa.
- Gruppo 3B : le brattee dell'involucro sono più simili a delle spine che alle foglie (lamina ridotta a pochi millimetri); il colore delle piante è verde o violetto–blu; vive sulle coste di tutta la penisola.

- Gruppo 4A : le bratteole dell'involucretto (quelle a protezione dei fiori) sono triforcate;

Eryngium tricuspidatum L.- Calcatreppola tricuspidata: pianta verde con pochi capolini ( 2 – 8) di forma emisferica; foglie quasi rotonde o sub-rotonde a lamina dentellata-spinulosa; la forma biologica è emicriptofita scaposa; si trova solo nelle isole.
Eryngium creticum Lam. (1798) - Calcatreppola di Creta: pianta alta (1 metro) con molti capolini di forma sferica; colore della pianta blu–violetto; la forma biologica è emicriptofita scaposa; è rara in Italia.
- Gruppo 4B : le bratteole dell'involucretto (quelle a protezione dei fiori) sono        lesiniformi e semplici (a parte quelle di Eryngium dichotomum che sono lievemente divise);

- Gruppo 5A : le foglie basali sono a carattere fistoloso con lamina intera di forma ovale–lanceolata; i sepali del calicetto sono più corti di 3 mm;

Eryngium corniculatum Lam. (1798) - Calcatreppola cornuta: i sepali del calicetto sono molto piccoli ( 1 mm); le bratteole esterne sono intere; la forma biologica è emicriptofita bienne; la pianta in genere si presenta poco fogliosa; si trova solo in Sardegna.
Eryngium dichotomum Desf. (1798) - Calcatreppola dicotoma: (vedi anche gruppo 7A) i sepali del calicetto sono lunghi fino a 3 mm; le bratteole esterne sono biforcate; la forma biologica è emicriptofita scaposa; si trova al sud fino a 800 m s.l.m..
- Gruppo 5B : le foglie basali sono coriacee con lamina completamente divisa; i sepali del calicetto sono lunghi oltre 3 mm;

- Gruppo 6A : l'involucro è formato da poche brattee (3 – 4); il diametro dei capolini arriva fino a 5 mm;

Eryngium triquetrum M. Vahl (1791) - Calcatreppola triqueta: la forma biologica è emicriptofita scaposa; il fusto è molto ramoso; si trova al sud fino a 1500 m s.l.m..
- Gruppo 6B : le brattee dell'involucro sono mediamente numerose (5 – 7); il diametro dei capolini è di 1 –2 cm;

- Gruppo 7A : le foglie basali sono "una volta" pennatosette

Eryngium dichotomum Desf. (1798) - Calcatreppola dicotoma: (vedi gruppo 5A).
- Gruppo 7B : le foglie basali sono "2 –3 volte" pennatosette;

Eryngium campestre L.- Calcatreppola campestre, Bocca di ciucco: sul picciolo allargato delle foglie cauline  sono presenti due lacinie spinescenti amplessicauli; l'infiorescenza è verde–glauca; la forma biologica è emicriptofita scaposa; è presente in tutta l'Italia fino a 1500 m s.l.m..
Eryngium amethystinum L.- Calcatreppola ametistina: picciolo semplice senza lacinie; l'infiorescenza è di colore blu–violetto; la forma biologica è emicriptofita scaposa; è presente in tutta l'Italia fino a 1600 m s.l.m..

## Usi

### Farmacia
Alcune specie di questo genere come piante medicinali hanno una reputazione molto antica. Infatti il nome “Eryngium” (nella versione greca) lo troviamo in Dioscoride per indicare delle proprietà antispasmodiche. Ai giorni nostri molte di queste specie non sono più inquadrate fra le piante medicinali, al massimo sono interessanti per la medicina popolare e domestica come antilattogoghe e diuretiche (decotti delle radici di Eryngium campestre e Eryngium maritimum).

Al di fuori del Vecchio Continente l'utilizzo di queste piante per le loro proprietà medicinali è ancora molto intenso (vedi alcuni riferimenti al paragrafo: Breve descrizione di alcune specie nella voce Specie di Eryngium).

### Cucina
Normalmente queste piante non sono più presenti nella cucina europea come nei tempi passati a parte alcune eccezioni (le radici di Eryngium campestre o quelle di Eryngium foetidum che, nonostante queste ultime abbiano uno sgradevole odore, se impiegate come condimento danno alle minestre un particolare e caratteristico profumo).

Ricordiamo inoltre che in alcune zone lungo le coste dell'Atlantico e del Mare del Nord (ma anche del Mediterraneo) i giovani getti di Eryngium maritimum vengono consumati come gli asparagi. Infine è da ricordare l'impiego, sempre di Eryngium maritimum, in Inghilterra, ai tempi della regina Carlotta e di Giorgio III, come componente principale di alcune ricette dolci.

Alcune specie (Eryngium campestre ed Eryngium maritimum) sono invece interessanti dal punto di vista mangereccio per altri motivi, in quanto in autunno i resti delle piante possono dar luogo alla crescita del fungo Pleurotus eryngii, specie molto ricercata per la qualità della sua carne, chiamato anche “Cardoncello”.

### Giardinaggio
Il giardinaggio si è subito interessato a questo genere per la splendida bellezza di alcune sue specie. La prima documentazione sicura di una specie di Eryngium coltivata nei giardini europei è del 1596: si tratta dell'Eryngium planum. Segue, mezzo secolo più tardi, la specie Eryngium amethystinum e nel 1699 una specie di origine Nord Americana: Eryngium aquaticum. Da documentazioni indirette, sembra comunque che alcune specie, più nostrane, siano state coltivate ancora prima di queste date.

Allo stato attuale sono una ventina le specie che vengono coltivate per l'importanza decorativa dei capolini, ma anche per le colorazioni inusuali dei fusti.  Tra queste citiamo Eryngium bourgatii, una pianta perenne caratterizzata da un meraviglioso verde del fogliame, tra l'altro marmorizzato con venature argentee; i fiori che compaiono in estate sono invece di colore blu cobalto brillante, quasi metallico.